# Natamicina
La natamicina, també coneguda a com a pimaricina, és un antifúngic produït per diverses espècies del gènere Streptomyces com Streptomyces natalensis, Streptomyces gilvosporeus, Streptomyces lydicus i Stretomyces chattanoogensis. S'utilitza per tractar infeccions fúngiques properes a l'ull i com a conservant en la indústria alimentària. Està inclosa a la llista d'additius de la Unió Europea amb el número E-235.
La primera espècie aïllada productora de natamicina va ser Streptomyces natalensis a la província de Natal (Sud-àfrica) el 1955. Originalment es va anomenar pimaricina en honor de Pietermaritzburg (Natal), ciutat on es va obtenir la mostra pel cultiu de Streptomyces natalensis. Posteriorment, l'Organització Mundial de la Salut (OMS) va ordenar que els antibiòtics produïts per Streptomyces acabessin amb el sufix -micina. El nom de natamicina també es relaciona amb el nom de la seva espècie productora, S. natalensis.
Aquest metabòlit secundari s'utilitza des de 1967 a la indústria alimentària per prevenir la contaminació per fongs en determinats aliments. Inicialment, es va utilitzar com a tractament extern en formatges per prevenir la contaminació fúngica i posteriorment la seva utilització com a bioconservant s'ha diversificat en diferents països.

## Biosíntesi
Les espècies de Streptomyces mencionades anteriorment sintetitzen la natamicina gràcies a l'acció de les policètido-sintasa de tipus I. Aquests enzims catalitzen per una funció específica i permeten la modificació de la molècula que s'està formant. D'aquesta manera la molècula de natamicina es forma per la unió de cadenes de carboni de petits precursors d'acil, que són modificats per l'enzim policètido-sintasa fins a formar la molècula final.

## Mecanisme d'acció
La molècula de natamicina inhibeix el creixement de fongs unint-se als ergosterols presents a la membrana lipídica de les cèl·lules fúngiques, després de ser secretada a l'exterior per Streptomyces. Aquesta unió és irreversible i provoca que la molècula quedi a la part hidrofòbica de la membrana, és a dir, entre les dues capes lipídiques. Això causa una fragmentació de la membrana i indirectament perjudica les funcions cel·lulars en les quals participa l'ergosterol com l'endocitosi i l'exocitosi, la fusió dels vacúols, la morfogènesi i el transport de glucosa i aminoàcids a través de la membrana.

## Seguretat
La natamicina no presenta toxicitat aguda. En estudis en animals, la DL50 més baixa va ser de 2300 mg/kg en les rates. Les dosis de 500 mg/kg/dia durant dos anys no van causar diferències detectables en la taxa de supervivència, creixement o incidència de tumors. Els metabòlits de natamicina tampoc tenen toxicitat. Els productes de descomposició de la natamicina en diverses condicions d'emmagatzematge poden tenir una DL50 inferior a la natamicina, però en tots els casos, els números són força elevats. En humans, una dosi de 500 mg/kg/dia repetida durant diversos dies va causar nàusees, vòmits i diarrea. No hi ha proves que demostrin que la natamicina, en l'àmbit farmacològic ni en els nivells en que s'usa com a additiu alimentari, pugui perjudicar la microbiota intestinal. Tot i això, algunes persones són al·lèrgiques a la natamicina. L'Autoritat Europea de Seguretat Alimentària (EFSA) ha conclòs que l'ús de natamicina com a additiu alimentari no té cap risc rellevant pel que fa al desenvolupament de fongs resistents.

## Usos

### Medicina
La natamicina s'utilitza per tractar infeccions per fongs, com ara Candida, Aspergillus, Cephalosporium, Fusarium i Penicillium. S'aplica com a crema, per infeccions a la pell o mucoses, en gotes, si és una infecció ocular o en pastilla per infeccions orals. Quan es pren per via oral, s'absorbeix poc pel tracte gastrointestinal, cosa que la fa inapropiada per tractar infeccions sistèmiques.

### Alimentació
Segons l'annex II del Reglament n.º 1333/2008, la natamicina està permesa per la Unió Europea com a conservant pel tractament de superfície de formatge curat dur, semidur i semitou o productes a base de formatge. No pot estar present a més de 5 mil·límetres de profunditat. També està legislada per a tractament en superfície de carns assecades no tractades tèrmicament com per exemple embotits curats secs. A més, es pot incorporar a productes com purés o pastes de tomàquet, olives, sucs de fruites, vins, begudes de malta i productes de fleca, tot i que la utilització en aquests productes no es troba legislada per la Unió Europea.
Se sol aplicar submergint el producte en una solució amb natamicina o bé recobrint la superfície amb una suspensió d'acetat de polivinil i natamicina en forma d'esprai. El fet que la natamicina tingui una baixa solubilitat en aigua és un avantatge pel tractament superficial dels aliments perquè assegura que el conservant roman a la superfície de l'aliment, en lloc de migrar al seu interior.